# Drapeau du Cambodge
Le drapeau du Cambodge (en khmer : ទង់ជាតិកម្ពុជា) est constitué d'une bande rouge horizontale entourée de deux bandes bleues, l'une en haut et l'autre en bas. Au centre se dessine en blanc une représentation du temple d'Angkor Vat.
Le Cambodge est devenu un protectorat français en 1863 et a inauguré son drapeau la même année. Les couleurs rouge et bleu étaient les couleurs traditionnelles de l'Empire khmer du IXe siècle. La couleur bleue symbolise la royauté du Cambodge, le rouge représente la Nation et le blanc évoque la Religion, principalement le bouddhisme. Par coïncidence, les couleurs du nouveau drapeau étaient celles de la puissance protectrice française.
Il s'agit du seul drapeau national à représenter un bâtiment réel.

## Drapeaux historiques
| Années d'utilisation | Drapeau                                                                             | Régime |
| -------------------- | ----------------------------------------------------------------------------------- | --- |
| 1863-1948            | Drapeau du Cambodge sous protectorat français                                       | Protectorat français du Cambodge |
| 1945                 | Drapeau du Gouvernement du Cambodge sous domination japonaise (Mars - Octobre 1945) | Gouvernement du Cambodge sous domination japonaise au sein de la Sphère de coprospérité de la grande Asie orientale (Mars - Octobre 1945). |
| 1948-1970            | Drapeau du royaume du Cambodge                                                      | Royaume du Cambodge |
| 1970-1975            | Drapeau de la République khmère                                                     | République khmère |
| 1975-1979            | Drapeau du Kampuchéa démocratique                                                   | Kampuchéa démocratique |
| 1979-1989            | Drapeau de la République démocratique du Kampuchéa                                  | République populaire du Kampuchéa |
| 1989-1991            | Drapeau de l'État du Cambodge                                                       | État du Cambodge |
| 1992-1993            | Drapeau du Cambodge sous l'APRONUC                                                  | Autorité provisoire des Nations Unies au Cambodge (APRONUC)                                                                                |
| depuis 1993          | Drapeau du Cambodge                                                                 | Royaume du Cambodge |